# Nemzeti Front (magyar párt)
A Nemzeti Front (NF) egy rövid életű magyarországi nemzetiszocialista párt volt.

## Története
A párt Salló János és Rajniss Ferenc vezetésével alakult 1936 októberének elején. 1939 elején egyesült a Keresztény Nemzeti Szocialista Fronttal, Keresztény Nemzeti Szocialista Front - Nemzeti Front néven. Az egyesült párt két része azonban ennek ellenére önállóan indult az 1939-es választásokon, illetve néhány helyi választáson, csupán egymással szemben nem állítottak jelölteket. Az NF a fővároson és annak környékén kívül Hódmezővásárhelyen, valamint Bács-Bodrog vármegye és Baja város listáján indult. Az 1939-es választásokon egyéni választókerületekben a párt öt jelöltje nyert mandátumot, akik közül ketten közös jelöléssel (KNSZF-NF) jutottak a parlamentbe (utóbbi kettő a KNSZF színeiben politizált). Hozzájuk még egy képviselő csatlakozhatott listás helyről, vagyis közösen összesen hat képviselőt delegálhattak a parlamentbe.
Rajniss 1939-ben még a választások előtt elhagyta a pártot, mert ekkor még társaival ellentétben élesen elutasította az együttműködést Szálasiékkal. A Nemzeti Front röviddel ez után teljesen beolvadt a KNSZF-be, ami pedig 1940-ben beolvadt a Nyilaskeresztes Pártba.

## Országgyűlési választási eredményei
| Választások | Szavazatok száma | Szavazatok aránya | Mandátumok száma | Mandátumok aránya | Parlamenti szerepe |
| ----------- | ---------------- | ----------------- | ---------------- | ----------------- | ------------------ |
| 1939-es     | 64 328           | 1,74%             | 3 (6X)           | 1,15%             | ellenzék           |

X: Három további képviselő közös KNSZF-NF jelöléssel nyert mandátumot, ők a KNSZF színeiben politizáltak, a közös frakciót összesen hatan alkották.
A KNSZF választási eredményeit lásd ott.